# Amt Nortorfer Land
La comunità amministrativa di Nortorfer Land (Amt Nortorfer Land) si trova nel circondario di Rendsburg-Eckernförde nello Schleswig-Holstein, in Germania.

## Suddivisione
Comprende 17 comuni:
1. Bargstedt (732)
2. Bokel (600)
3. Borgdorf-Seedorf (471)
4. Brammer (345)
5. Dätgen (573)
6. Eisendorf (282)
7. Ellerdorf (464)
8. Emkendorf (1 356)
9. Gnutz (1 196)
10. Groß Vollstedt (965)
11. Krogaspe (434)
12. Langwedel (1 569)
13. Nortorf, città (6 913)
14. Oldenhütten (160)
15. Schülp bei Nortorf (772)
16. Timmaspe (1 058)
17. Warder (698)

Il capoluogo è Nortorf.
(Tra parentesi i dati della popolazione al 31 dicembre 2021)